# Oscar Draguicevich
Oscar Draguicevich (Pflugerville, 19 agosto 1969) è un ex calciatore ed ex giocatore di calcio a 5 statunitense.

## Carriera
Come massimo riconoscimento in carriera vanta la partecipazione, con la nazionale maschile di calcio a 5 degli Stati Uniti d'America, al FIFA Futsal World Championship 1996 in cui la selezione nordamericana  è stata eliminata nel girone del primo turno comprendente Italia, Uruguay e Malaysia.